# Zahurul Haq
Zahurul Haq (en bengali : জহুরুল হক) est un militaire pakistanais, né le 9 février 1935 à Noakhali Sadar et mort le 15 février 1969 à Dacca. 
Il rejoint l'armée pakistanaise en 1956. Il est l'un des accusés de la conspiration d'Agartala et incarcéré à ce titre par l'armée pakistanaise en décembre 1967. Dans le contexte du mouvement de 1968 au Pakistan, il est tué dans sa prison le 15 février 1969. Sa mort conduit notamment à renforcer le mouvement, notamment au Pakistan oriental qui réclame son autonomie du pouvoir central. Sous pression, le pouvoir retire les poursuites judiciaires liées à la conspiration d'Agartala le 22 février.
Après l'indépendance du Bangladesh en 1971, il est érigé en héro national et reçoit l'Independence Day Award à titre posthume. 